# Luna (Italien)
Luna war eine römische Kolonie, die 177 v. Chr. errichtet wurde und heute nahe dem Ort Luni Mare, einem Ortsteil der Gemeinde Luni in der Provinz La Spezia, Italien, liegt. Durch die nahen Steinbrüche von Carrara, in denen der berühmte Carrara-Marmor gewonnen wird, erlangte die Stadt große wirtschaftliche Bedeutung und machte die römische Monumentalarchitektur erst möglich. Nach der endgültigen Verlandung des Hafens, kriegerischen Übergriffen und der sich ausbreitenden Malaria wurde das zum Bischofssitz gewordene Luna im 11. Jahrhundert weitgehend verlassen.

## Lage und Forschungsgeschichte

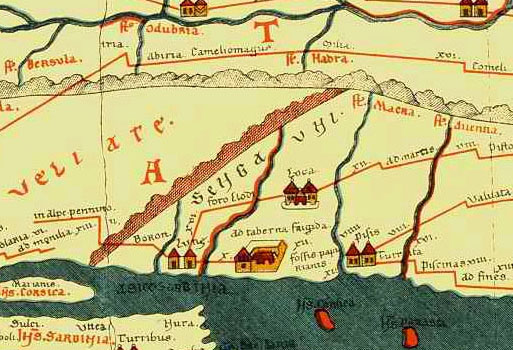
Luna und die angrenzenden Städte auf der Tabula Peutingeriana, der mittelalterlichen Kopie einer römischen Straßenkarte

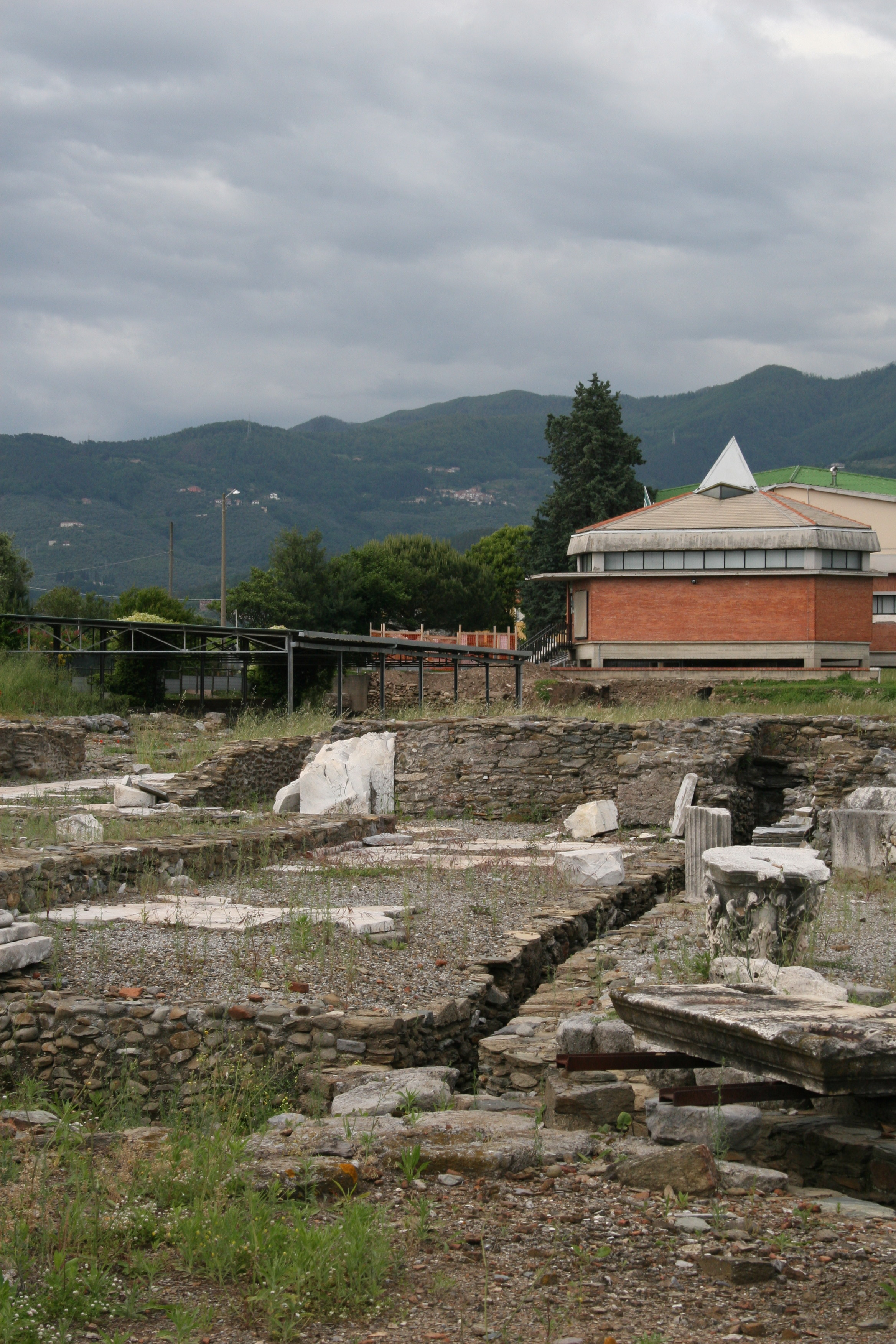
Ausgrabungsstätte Luni, im Hintergrund das Museum

Die Region um Luna ist altes Siedlungsgebiet, das Fundmaterial lässt sich bis ins Paläolithikum zurückverfolgen. Die von Anfang an durchgeplante Stadt mit ihrem für römische Kolonien typischen, fast rechteckigen Grundriss wurde auf einer sich zwischen dem Ligurischen Meer und den Apuanischen Alpen ausbreitenden, fast auf Meereshöhe liegenden Ebene gegründet. Nordöstlich befindet sich die heutige Stadt Carrara mit den seit der Antike weltberühmten Steinbrüchen, südwestlich liegt das Mittelmeer, an dessen Küste Luna ursprünglich gegründet wurde. Ebenfalls im Südwesten fließt der größte Fluss Liguriens, die Magra, zum Meer hin ab. Das antike Flussbett lag nahe der Stadt und hatte an dieser Stelle mit einer Landschaftsterrasse einen natürlichen Hafen gebildet, der im Laufe von Jahrhunderten schrittweise verlandete und seinen Lauf änderte. Heute liegt auch das Meer gut zwei Kilometer entfernt. Luna gab der nach ihr benannten Landschaft Lunigiana den Namen.
Die einzigen Ruinen, von denen im beginnenden 19. Jahrhundert noch Reste aufrecht standen, waren das Amphitheater sowie der Unterbau des Großen Tempels. 1837 wurde das Forum entdeckt und 1964 an dieser Stelle das archäologische Museum Museo Archeologico Nazionale di Luni errichtet. 1981 wurde die Sammlung des Museums neu organisiert. Das weitgehend unüberbaute Stadtgebiet ist bis heute nur in kleinen Teilen erforscht und seit Anfang der 1990er Jahre haben auch keine größeren Grabungen im Archäologischen Park mehr stattgefunden.

## Geschichte

### Antike

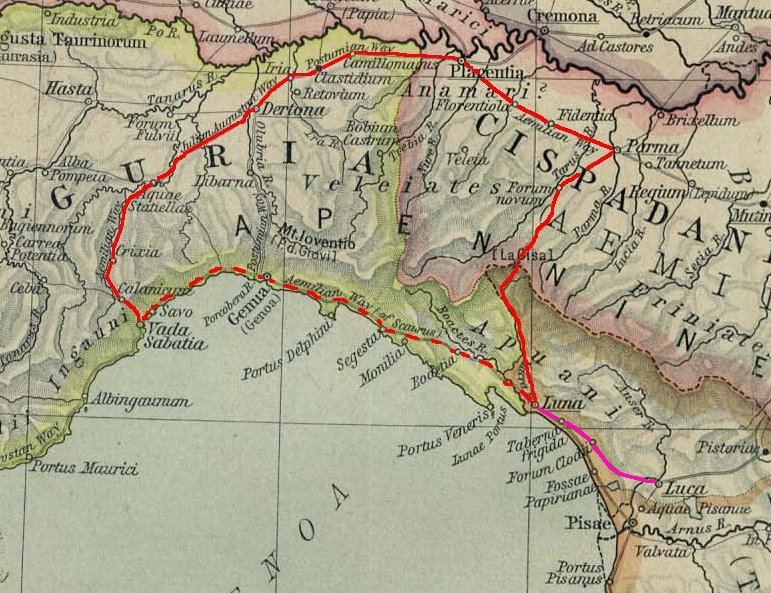
Luna und seine Verkehrsanbindungen in der Antike

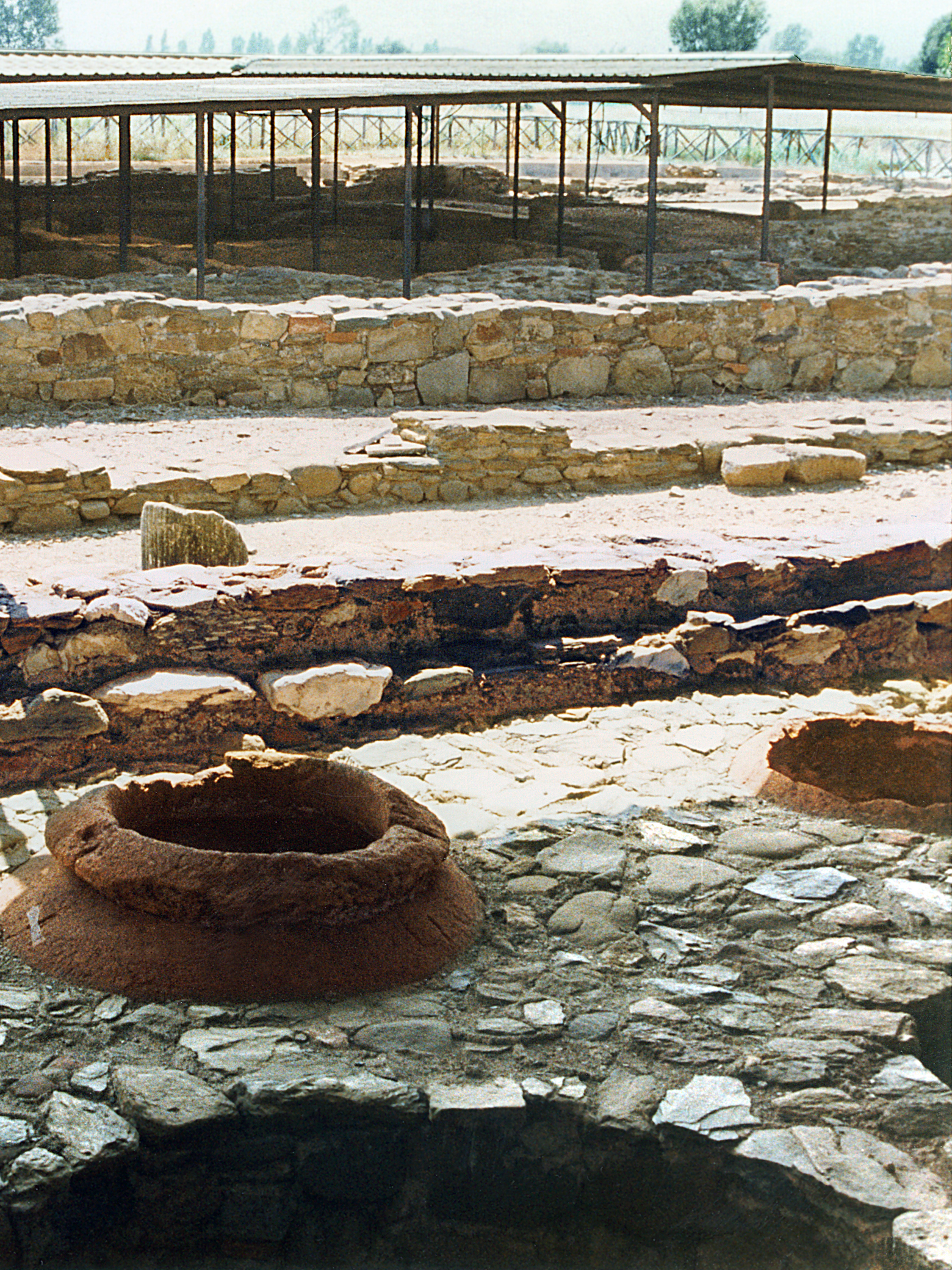
Lagerräume im Bereich des „Hauses der Fresken“, östlich des Forums

Luna (lateinisch für Mond, Mondgöttin) wurde 177 v. Chr. als römischer Militärstützpunkt am nördlichen Rand von Etruria auf dem Boden der Apuani, eines der bedeutendsten und militärisch stärksten ligurischen Stämme, errichtet, die der römische Historiker Titus Livius mehrfach erwähnt. Seit 187 v. Chr., als der Konsul C. Flaminius die Apuaner erstmals besiegt hatte, expandierte das aufstrebende Rom in diesen letzten, nicht besetzten Teil Oberitaliens. Die Apuani, welche aus der Sicherheit der Apuanischen Alpen heraus immer wieder gegen die Römer vorstießen, konnten nur in langfristigen militärischen Kampagnen niedergeworfen werden. Die bedeutendsten südlichen römischen Aufmarschplätze in dieser Phase der Eroberung wurden die 180 v. Chr. gegründeten Kolonien Pisa und Luca (heute Lucca). Noch im gleichen Jahr deportierten die Besatzer rund 40.000 ligurische Apuaner, zumeist ganze Familien, ins mittelitalienische Samnium, wo sie neu angesiedelt wurden und eine später florierende Gemeinde bildeten. Ein Jahr später folgten nochmals 7000 Vertriebene. Zeitnah mit den beiden südlicheren Gründungen entstand Luna, um die römische Herrschaft in Ligurien weiter zu festigen. 170 und 175 v. Chr. gelang es den ligurischen Apuanern, die Stadt Luna und das Gebiet der Kolonie zu verwüsten. Erst 155 v. Chr. konnte sie der Konsul Marcus Claudius Marcellus endgültig niederwerfen und Sicherheit für die Bewohner von Luna herstellen. Als Dank wurde von diesen ein Denkmal aus lunensischem Marmor errichtet. Von ihm wurde 1851 lediglich ein Säulenkapitell, in dem der Name des Claudius Marcellus eingemeißelt ist, ausgegraben. Sollte es sich tatsächlich um eine zeitgenössische Darstellung handeln, gilt es als das erste Werkstück aus Carrara-Marmor, das architektonisch verwendet worden ist.
Bereits im Jahre 200 v. Chr. hatte der damalige Konsul Gaius Aurelius Cotta veranlasst, die Via Aurelia Nova, eine Fernverbindung von Rom die Westküste hinauf nach Norden, in Angriff zu nehmen, an die auch Pisa angeschlossen wurde. Im Jahr 109 v. Chr. ordnete der Zensor Marcus Aemilius Scaurus der Ältere den Bau der Via Aemilia Scaura an, die Luna nun unter anderem mit Placentia (heute Piacenza) zusammenschloss. 106 v. Chr. folgte die Verbindung nach Pisa zur Via Aurelia Nova. Als weitere wichtige Verkehrsanbindung kam unter Gaius Iulius Caesar die Straße nach Luca hinzu. Neben diesen Fernstraßen hatte die Stadt mit ihrem Meereshafen Lunae portus bereits um Christi Geburt die besten Voraussetzungen, den Handel und Verkauf des Rohprodukts Lunense marmor zu organisieren, den schon Plinius der Ältere zu schätzen wusste. In der Zeit Caesars wurden lunensische Marmore zum wichtigen Bestandteil für das römische Bauhandwerk. Die klassisch-römische Ausgestaltung der Architektur wurde erst nach der Erschließung von Lunas Marmorbrüchen möglich. Doch auch der lunenser Käse gewann in Rom große Beliebtheit.
Nach der Schlacht bei Actium, 31 v. Chr., welche die Vormachtstellung von Gaius Octavius im römischen Reich endgültig sicherte, wurden 2000 nun nicht mehr benötigte Soldaten als Veteranen und Kolonisten in die Region von Luna geschickt. Während der folgenden Regierungszeit des Kaisers Augustus (31 v. Chr. bis 14 n. Chr.) wurde Luna unter architektonischen und städtebaulichen Gesichtspunkten umgestaltet. Im 2. Jahrhundert veranlasste die Lunaer Familie der Monetii (auch: Munatii) den Bau des Dorfes Moneta, das nahe an den lunensischen Marmorsteinbrüchen entstand. Im gleichen Jahrhundert entstand unter den antoninischen Kaisern südlich vor den Toren der Stadt das Amphitheater. Am 4. Januar 275 wurde der aus Luna stammende Eutychianus zum Papst gewählt und starb am 7. Dezember 283 den Märtyrertod. Die Grabplatte des Heiligen wurde in der Calixtus-Katakombe bei Rom aufgefunden. Die außerordentliche Bedeutung Lunas noch im ausgehenden 4. Jahrhundert unterstreicht die Einrichtung eines Bischofssitzes. Einer dieser frühen Bischöfe, Felix von Luna, ist als Mitglied der 465 unter Papst Hilarius abgehaltenen Synode bekannt, die in der Basilika Santa Maria Maggiore in Rom stattfand. 409 wurde Ligurien von den Westgoten heimgesucht. Dennoch florierte die reiche Marmorstadt auch im 5. Jahrhundert. Rutilius Claudius Namatianus, Politiker und Dichter, beschreibt Luna 416 als von weißen Mauern umgeben.

### Byzantinische Zeit
552 wird Luna bei der Rückeroberung Italiens durch das Oströmische Reich unter dessen Feldherren Narses von der ostgotischen Vorherrschaft befreit. Nach der für Narses siegreichen Schlacht am Casilinus 554 wurden die sicheren Lebensverhältnisse wiederhergestellt. Die Stadt gelangte besonders durch ihren Hafen erneut zu wirtschaftlicher Bedeutung. Die Oberflächen der aus den Apuanischen Alpen herangeschafften Marmorblöcke wurden in Luna von Arbeitern und Sklaven nur grob bearbeitet, um sie für die Verschiffung vorzubereiten. Der Marmorexport blühte wieder auf. Die Phokas-Säule auf dem Forum Romanum aus dem Jahre 608 n. Chr. ist das letzte archäologisch gesicherte römische Werk aus lunensischem Marmor. Auch aus der Stadtgeschichte selber wird der Reichtum in byzantinischer Zeit deutlich. So schenkte Bischof Venantius (593 – um 603) dem Kloster von Luna 597 eine zwei Pfund schwere, besonders große Schüssel aus Silber.

### Früh- und Hochmittelalter

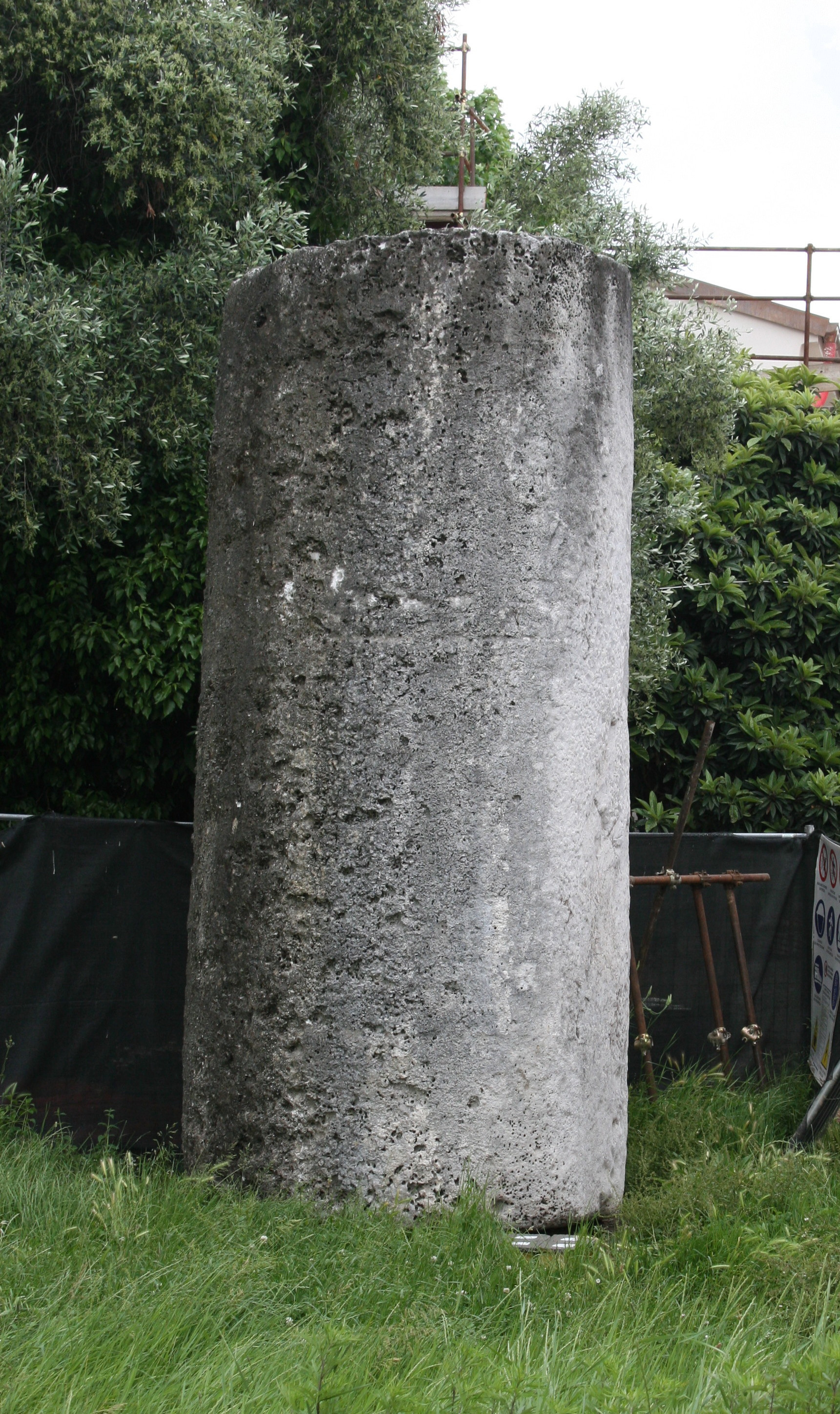
Säulenfragment mit 1,20 Meter Durchmesser auf dem Weg zur Ausgrabungsstätte

Mit dem abrupten Ende der byzantinischen Ära des Wohlstandes war eine der letzten großen Blütezeiten der Stadt abgeschlossen. Zwischen 569 und 774 herrschten die Langobarden über Oberitalien und verdrängten schrittweise die oströmische Vorherrschaft. Unter ihrem König Rothari, Herzog von Brescia, eroberten die germanischen Krieger zwischen 641 und 643 Ligurien. Luna scheint noch eine mehr oder minder lange Zeit, wie auch andere Städte der ligurischen Küste, seine Selbständigkeit bzw. Zugehörigkeit zu Byzanz bewahrt zu haben, doch kam in diesen unruhigen Zeiten der Handel im Hafen fast vollständig zum Erliegen. 642 wurde das Küstenland von Luna bis zur Grenze des Frankenreiches bei Ventimiglia abschließend durch die Langobarden erobert. Von nun an beschleunigte das wechselvolle Geschick der Stadt den Niedergang dramatisch. Der Zeit zwischen 650 und dem beginnenden 8. Jahrhundert ordnen Forscher eine kurze kalt-feuchte Klimaphase zu, was sich auch schlecht auf die Landwirtschaft ausgewirkt haben muss. Es gab Überlegungen, ob diese Auswirkungen den städtischen Niedergang beschleunigt haben könnten. 729 war Luna trotz langobardischer Vorherrschaft immer noch oder wieder byzantinisch. Im Jahr 736 herrschten dann die Langobarden tatsächlich kurzfristig über die alte Marmorstadt, bevor sie während der byzantinischen Rückeroberungsversuche erneut an Ostrom fiel. 754 waren wieder die Langobarden in der Stadt. 773/774 beendete Karl der Große die langobardische Vormachtstellung und vereinigte als König der Franken und Langobarden (Rex Francorum et Langobardorum) ihr Reich mit dem seinen. Nach einer frommen Legende soll 782 ein Schiff ohne Besatzung im Hafen von Luna angelegt haben, das an Bord ein aus Zedernholz geschnitztes, überlebensgroßes Kruzifix hatte. Darüber entbrannte ein Streit zwischen den beiden Bischöfen von Lucca und Luna. Letztendlich kam dieses Kreuz nach Lucca, wo heute noch ein Volto Santo im Dom San Martino verehrt wird. 849 plünderten marodierende islamische Piraten aus Katalonien den fast hilflosen Bischofssitz vollständig. Nach Dudo von Saint-Quentin und Stephan von Rotten soll 860 der Wikingerführer Hasting mit seinen Mannen dem Beispiel der Sarazenen gefolgt sein. Der Wikinger habe die Küstenregion ebenfalls brandschatzen lassen und hätte mit Hinterlist die schon vielfach in Trümmern liegende Stadt eingenommen. Der Ruf Lunas als außergewöhnlich reiche Hafenstadt ist im Seemannsgarn plündernder Schiffsbesatzungen augenscheinlich dahin übersteigert worden, dass Hasting nach der Eroberung der für antike Verhältnisse mittelgroßen Stadt der Meinung gewesen sein soll, Rom eingenommen zu haben. 895 wird die Stadt trotz des Niedergangs immer noch als civitas erwähnt, was wohl besonders auf ihre geistliche Bedeutung als Bischofsstadt zurückzuführen ist. Im ruhigeren 10. Jahrhundert, die Stadt wurde inzwischen auch „Luno“ oder „Luni“ genannt, fand nochmals eine kleinere, letzte Blütezeit statt. Auch an der bereits im 8. Jahrhundert errichteten Kathedrale Sankt Markus mit ihrer Krypta und dem Glockenturm wurde noch bis ins 11. Jahrhundert gebaut. Doch 1010 tauchten wieder die Piratenschiffe der islamischen Krieger unter dem Kommando des katalanischen Emirs von Dénia vor Luna auf und legten den Ort erneut in Schutt und Asche. Erst 1016 konnte ein von Papst Benedikt VIII. aufgestelltes Heer die noch immer im Land wütenden Sarazenen bei Luna besiegen.
Als der Fluss Magra versandete, wurde der Steinhandel behindert und das Freihalten einer Fahrrinne immer kostspieliger. Nach der endgültigen Verlandung des Hafens sowie der Heimsuchung durch Malaria wanderte 1058 der größte Teil der Bevölkerung in das erstmals 963 erwähnte, nordwestlich gelegene Sarzana ab, das mehr im Landesinneren, ebenfalls an der Magra lag. In der Folgezeit fielen die noch vorhandenen Gebäude der Stadt fast vollständig dem mittelalterlichen Steinraub anheim. Die letzten wertvollen Reste wurden während der Renaissance von Antikliebhabern und Kunsthändlern abtransportiert. Auch nach dem Verlassen der Stadt und der Verlegung des Bischofssitzes 1204, nannte sich der örtliche führende geistliche Würdenträger weiterhin „Bischof von Luna“ (Lunensis episcopus) in der ihm verliehenen gleichnamigen Grafschaft. Die letzten Bewohner haben den Ort anscheinend erst im 13. Jahrhundert aufgegeben.

## Wichtige Befunde
Die Stadt folgt dem typischen Schema einer von Anfang an durchdachten und geplanten antiken Siedlung mit einem rund 560 × 438 Meter großen, fast rechteckigen Grundriss und besaß rechtwinklige Straßenzüge. Zentrum war das rechteckige Forum, an das sich östlich ein heiliger Bezirk mit einem Dianatempel anschloss. Der große Lunatempel befand sich an der nördlichen Stadtmauer; das für Besucher nicht zugängliche aber ergrabene Theater wurde ebenfalls an der Stadtmauer in deren nordöstlicher Ecke angelegt. Ein wichtiger, in seinem Kern frühchristlicher Bau, ist die ebenfalls nicht im regulären Rundgang zu besichtigende Basilika, die nahe der westlichen Stadtmauer errichtet wurde. An aufgefundenen Gegenständen ist neben Portraitköpfen und Togatorsen besonders auch ein seltener Millefiori-Pokal hervorzuheben. Das für die archäologische Forschung bedeutendste Mosaik wurde in dem nördlich des Forums liegenden „Hauses der Mosaiken“ aufgedeckt. Der im 3./4. Jahrhundert n. Chr. verlegte und in den 1980er Jahren bekannt gewordene Fußbodenschmuck zeigt den Circus Maximus in Rom und ermöglicht so, neben anderen, nicht aus Luna stammenden Fundobjekten, eine Rekonstruktion der berühmten Rennbahn mit Kaiserloge. 1955 wurde ein großer Altar für die Göttin Luna geborgen.

### Forum

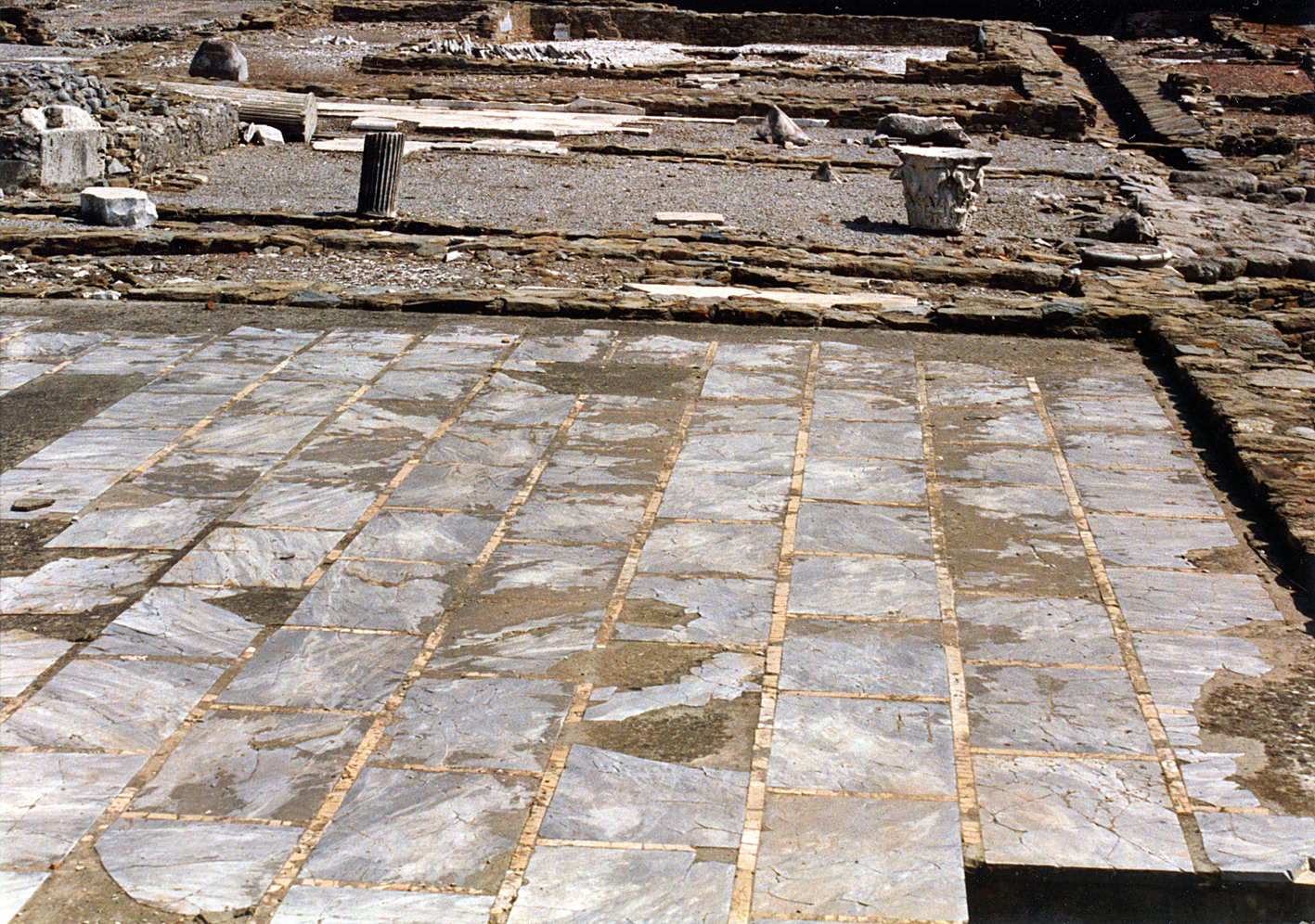
Erhaltener Marmorboden an der Area publica direkt am südlichen Hauptzugang zum Forum. Ganz rechts sieht man gerade noch den Cardo maximus.

Das Forum von Luna folgte in vielen Bereichen den oft wiederholten römischen Bauschemen. Am nördlichen Rand des Hauptplatzes stand mittig der eventuelle Kapitolstempel, ein Podiumsbau mit Freitreppe. Ihn umgab ein länglich-rechteckiger, sich in südliche Richtung ziehender Portikus mit Marmorpflaster und -säulen, an dessen äußeren Mauern sich Läden und Geschäfte anschlossen. Im Süden besaß der Gebäudekomplex einen aufwendigen, eindrucksvollen Zugang. Außerdem gehörte zu dem Bau eine rechteckige Basilica. Dieser Mehrzweckbau wurde für Versammlungen, Gerichtsverhandlungen und Märkte benötigt. Sie befand sich östlich, am oberen nördlichen Ende neben Forum und schloss sich direkt an den Portikus an, dem sie mit ihrer Längsseite auch folgte.
Schon im 4. Jahrhundert zeigte sich eine Stadtentwicklung, die heute schwierig zu deuten ist. So wurden teilweise bereits in diesem, aber speziell im darauffolgenden Jahrhundert das Forum und andere Gebäude aufgelassen und abgebrochen. Es wurde angenommen, dass die Ursache in einem Erdbeben gegen Ende des 3. Jahrhunderts zu suchen ist. Später ist das ehemalige Stadtzentrum mit einfachen Holzhäusern überdeckt worden, was darauf schließen lässt, dass sich das alte Stadtzentrum damals verschoben hat. Einige Forscher gehen davon aus, dass die Aufgabe des Forums erst ins 6. Jahrhundert fällt. Ein weiterer wichtiger Befund war der Bau einer kleineren Badeanlage nördlich hinter bzw. teils schon auf dem inzwischen niedergelegten Forumsportikus. War die neue hölzerne Überbauung des alten Hauptplatzes zu diesem Zeitpunkt auch sehr primitiv, schob sich mit dieser Therme im 5./6. Jahrhundert wohl der Erholungsbereich eines luxuriösen, mit Mosaiken des 3./4. Jahrhunderts geschmückten Privathauses auf den einst öffentlichen Platz. Auch die Basilica war bereits nicht mehr vorhanden, da sie ebenfalls in der Spätantike im nördlichen Teil von einem Fischmarkt überdeckt wurde.

Forum, Details
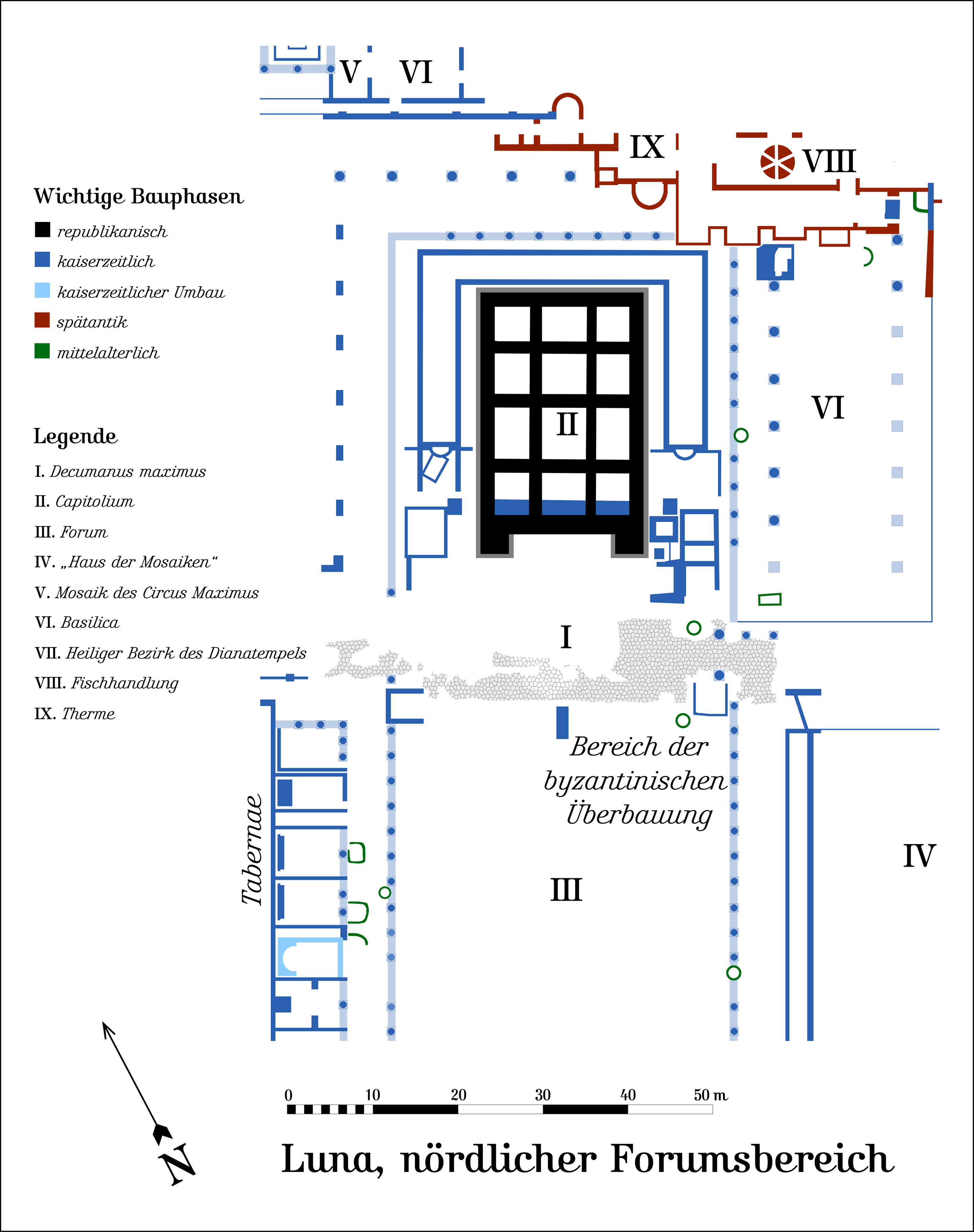
Nördlicher Bereich. Planzeichnung der verschiedenen Bauphasen.
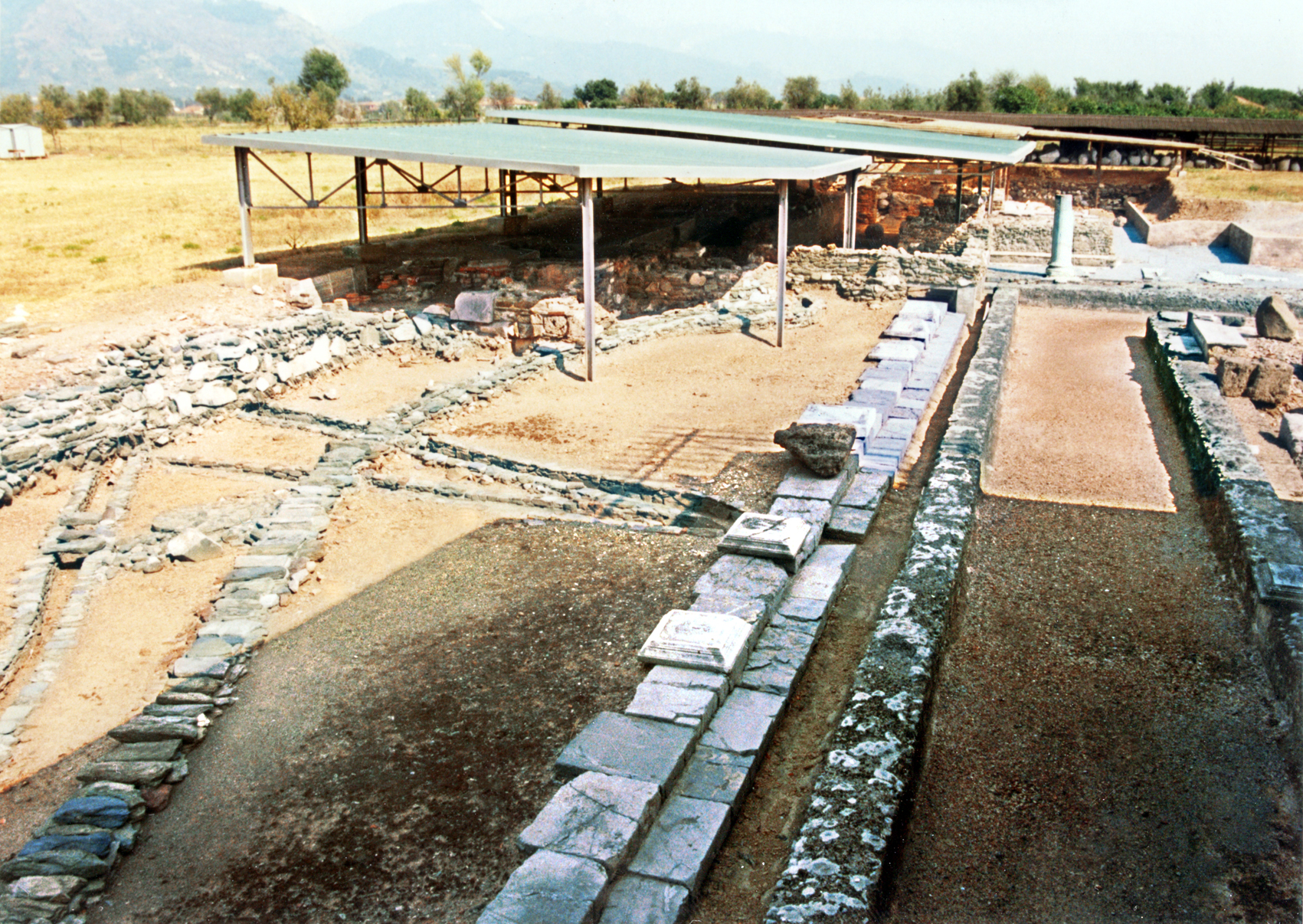
Nördlicher Bereich. Rechter Bildrand: Basisbereich des Kapitols; rechte Bildhälfte: Forumsarkaden; linke Bildhälfte: spätantikes Bad.
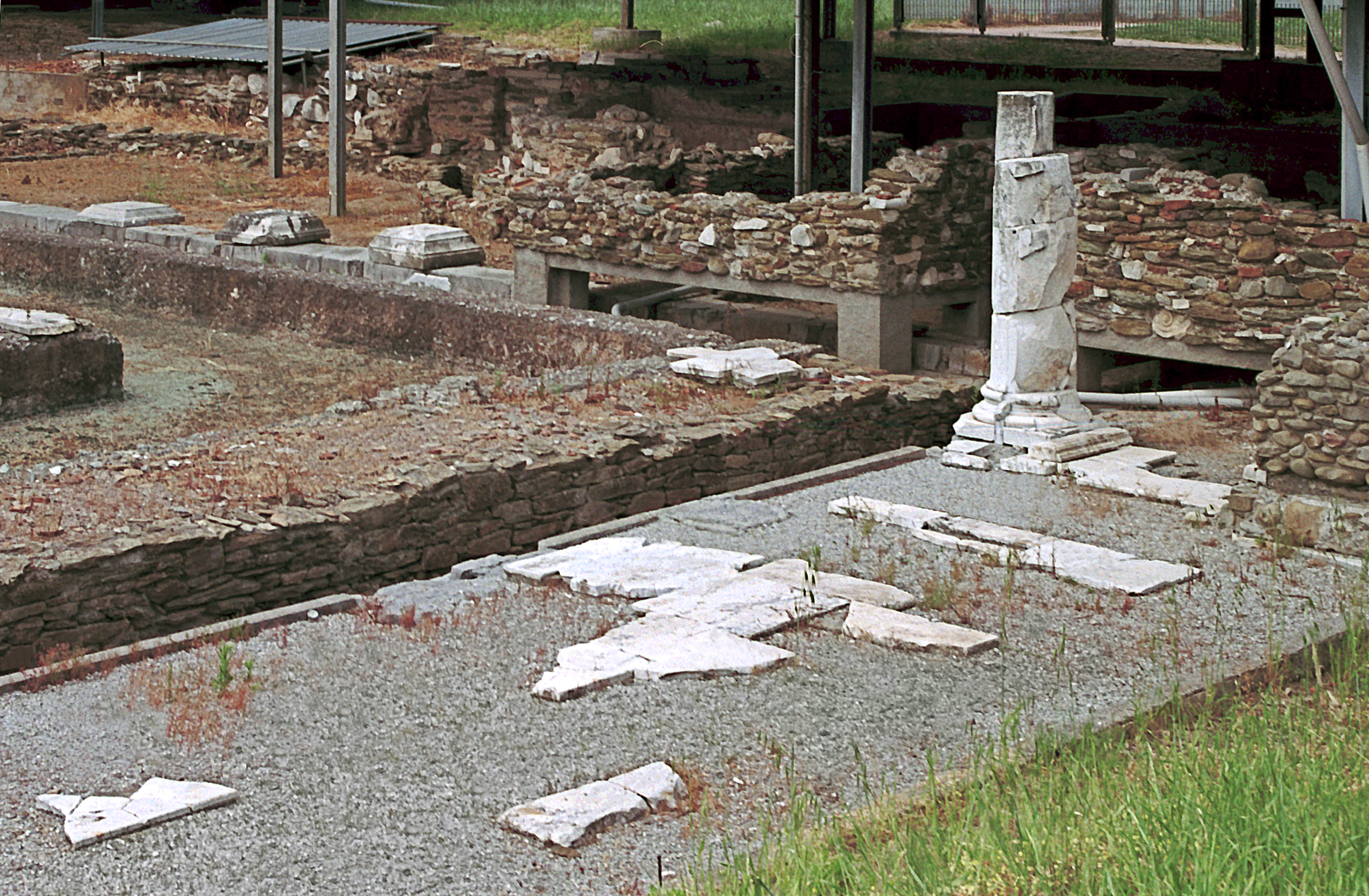
Nordöstlicher Bereich mit Portikus (vorne) und spätantikem Bad, das bereits den Arkadengang teils überlagert.
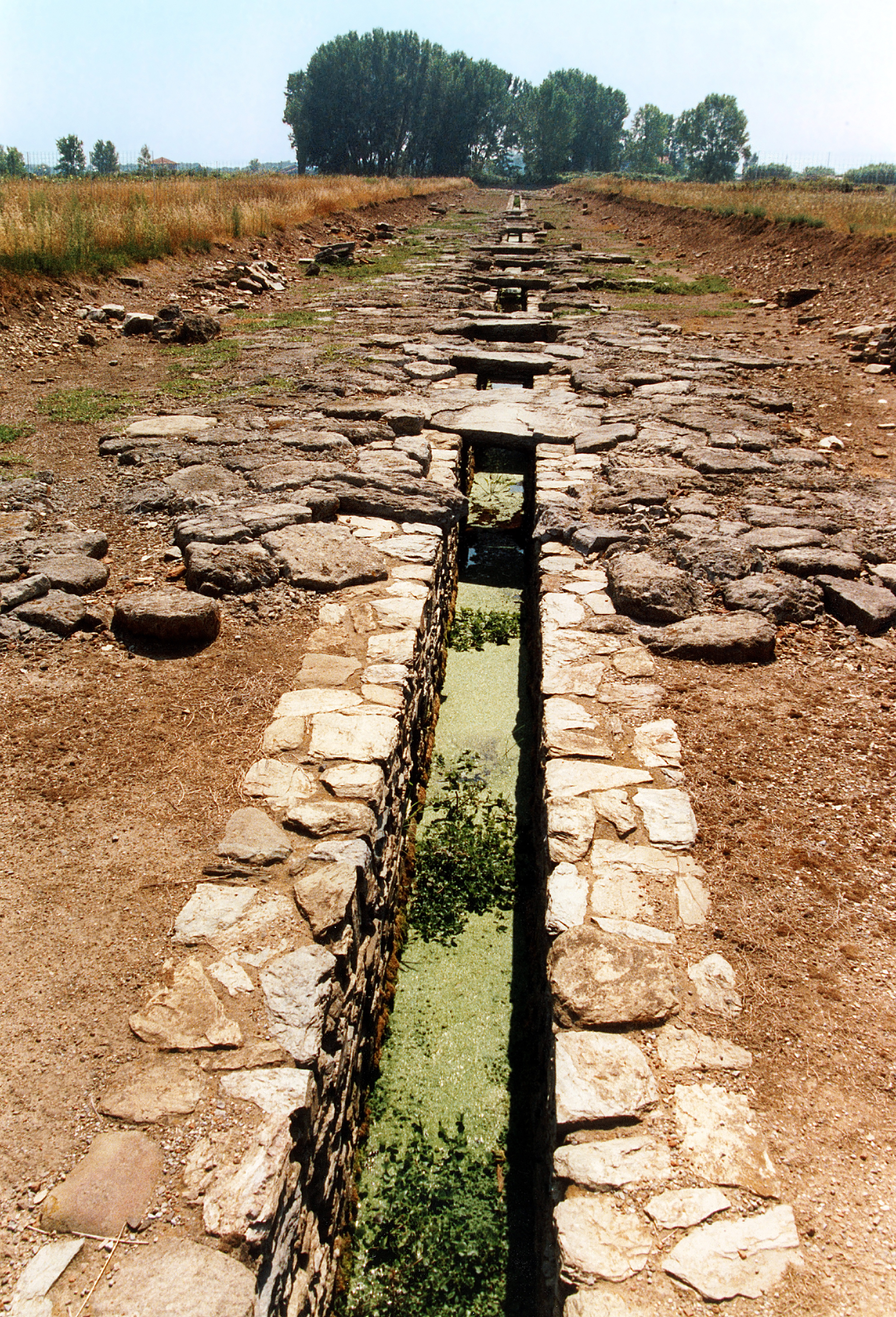
Der in südliche Richtung (im Bild oben) laufende Cardo maximus kurz vor dem südlichen Forumszugang.

### Tempel der Luna

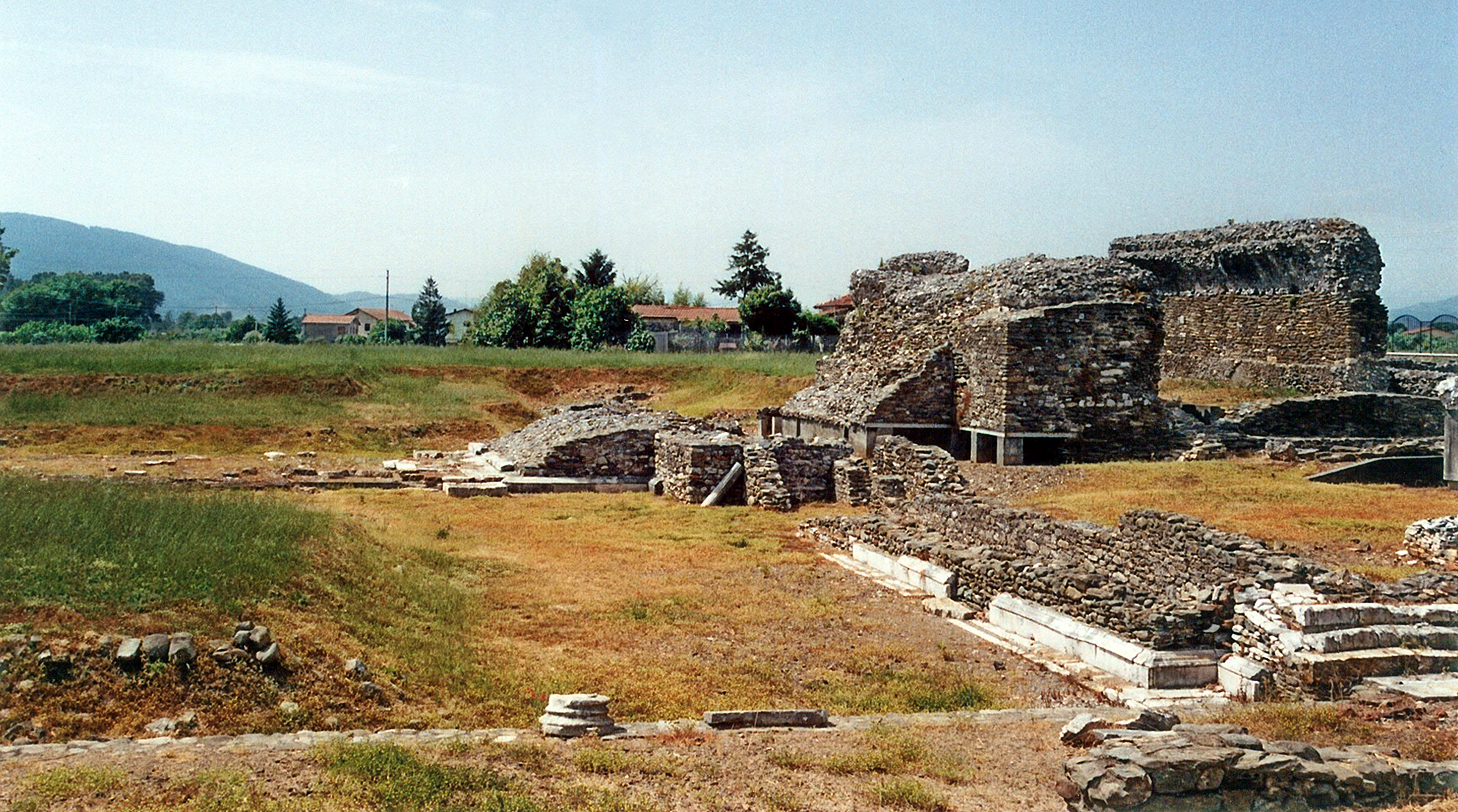
Die Überreste des Lunatempels

Der sogenannte Große Tempel, wahrscheinlich das Kapitol der Stadt, wurde an deren höchstem Punkt, hinter der nordwestlichen Stadtmauer im Stadtgebiet geplant und gilt als eines der ältesten bekannten Heiligtümer der Mondgöttin Luna, der die Stadt geweiht war. Auf einem bereits in spätrepublikanischer Zeit errichteten Vorgängerbau wurde während der Kaiserzeit ein mächtiger Podiumstempel mit imposanter Freitreppe und Portikus errichtet, von dem heute noch bedeutende Reste des Unterbaus stehen. Der erste Bau entstand kurz nach Gründung der Kolonie als Kultstätte der Selene-Luna und stand mit seinen architektonischen Dekorationen aus Terrakotta noch ganz in der Tradition alttoskanischer Vorbilder. Erhalten blieb aus dieser Zeitstellung ein Giebelfries, der Luna auf einem Thron sitzend zeigt. Flankiert wird die Göttin von Apollo und Dionysos, denen wiederum je eine Muse zugesellt ist.
In der Nachfolge ließen die Bewohner des kaiserzeitlichen, julisch-claudischen Luna einen typisch römischen Monumentalbau, den sie mit Marmor schmückten, planen. Der Unterbau des Pseudoperipteros, teilweise in Opus caementitium ausgeführt, hatte vom damaligen Laufniveau aus eine ursprüngliche Höhe von rund 7,5 Metern. Halbsäulen gliederten die Außenseiten der einteiligen, fast quadratischen Cella an Rück- und Langseiten. Die Freitreppe wurde von seitlichen Mauerflanken begrenzt. Die noch in Fragmenten erhaltene Weiheinschrift geht auf einen Umbau oder eine Renovierung in der Zeit zwischen 180 und 222 n. Chr. zurück. Mit dem Tempelneubau wurde auch der Platz davor umfassend verändert. Es entstand ein an drei Seiten den Tempel umstehender 60 × 50 Meter großer Arkadenhof mit einer marmornen Prozessionsstraße, die von einem großen südwestlichen Eingang in der Portikus bis vor die Treppe des Kultbaus führte. In den östlichen Arkaden wurden die Reste einer julisch-claudischen Panzerstatue des 1. Jahrhunderts n. Chr. entdeckt.
Der Tempel wurde gegen Ende des 4. Jahrhunderts endgültig aufgegeben. Im Frühmittelalter wurde der einstige Bereich der Area sacra für Wohnzwecke zweckentfremdet.

#### Bauinschrift
Die Bauinschrift geht nach Marietta Horster entweder auf Kaiser Commodus, wahrscheinlicher aber auf Caracalla oder Elagabal zurück. Sie könnte sich, wie üblich, am Architrav befunden haben und wäre dann rund 13 Meter lang gewesen. Ihre Überreste sind gering:
[… Ant]onin[us] Aug. Pius te[mpl…]
[…]reius [su]a pecunia p[osuit].

Lunatempel mit Vorhof, Details
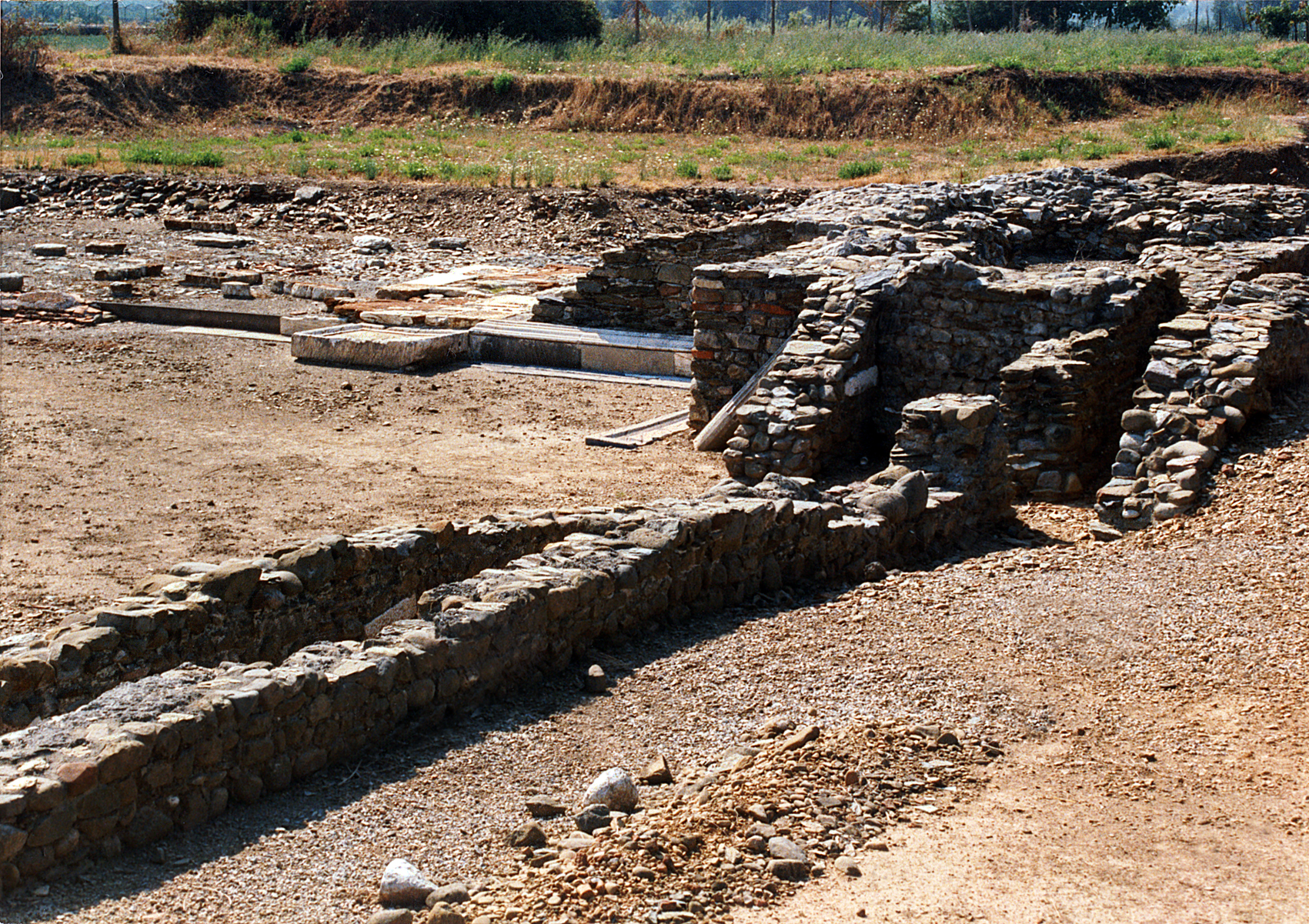
Treppe mit Mauer, welche die Erdrampe, die den Tempel trug, zum Portikushof hin begrenzte.
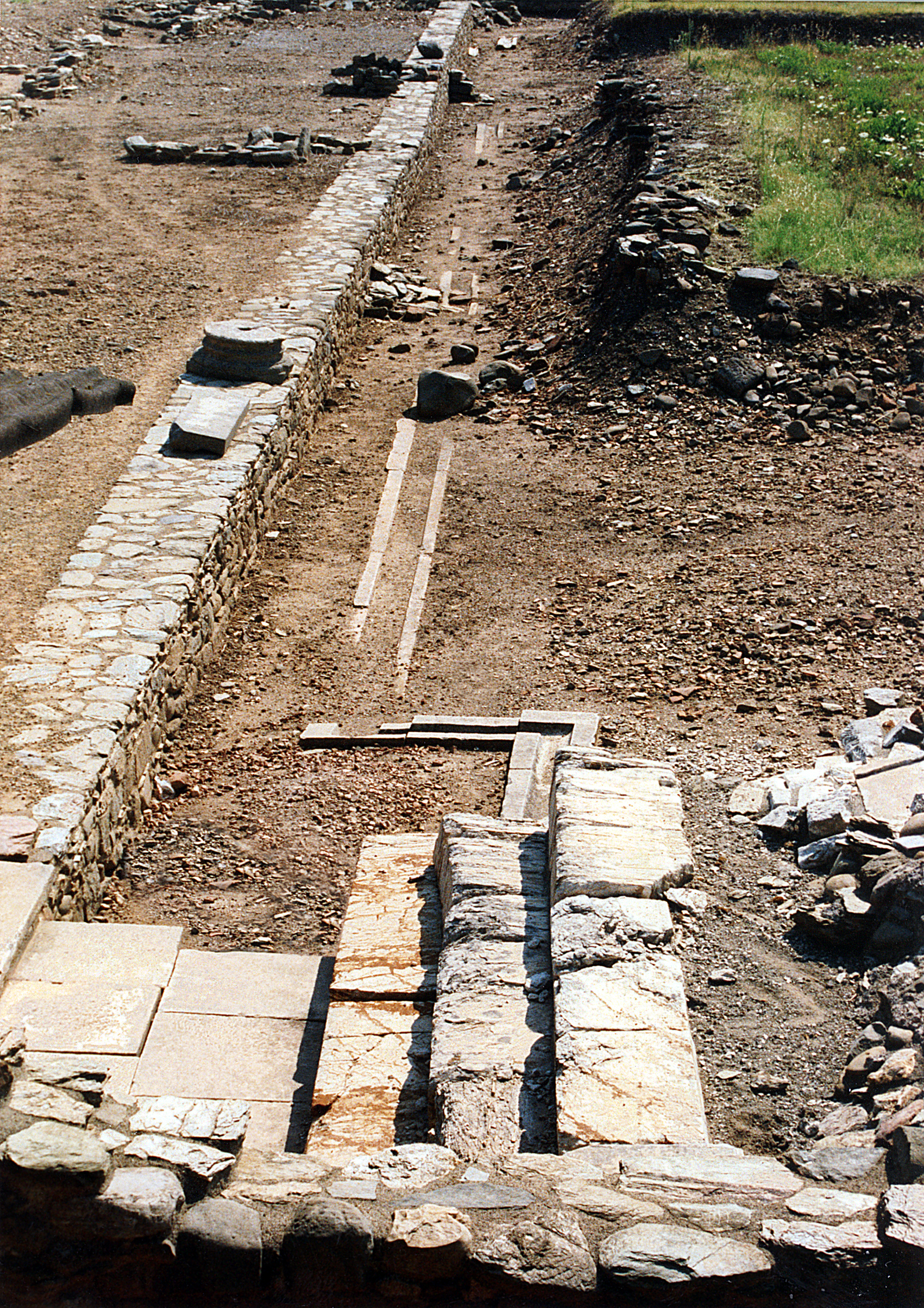
Vorne führen Treppen von der Erdrampe zum Portikus hinab, der noch eine Säulenbasis trägt.
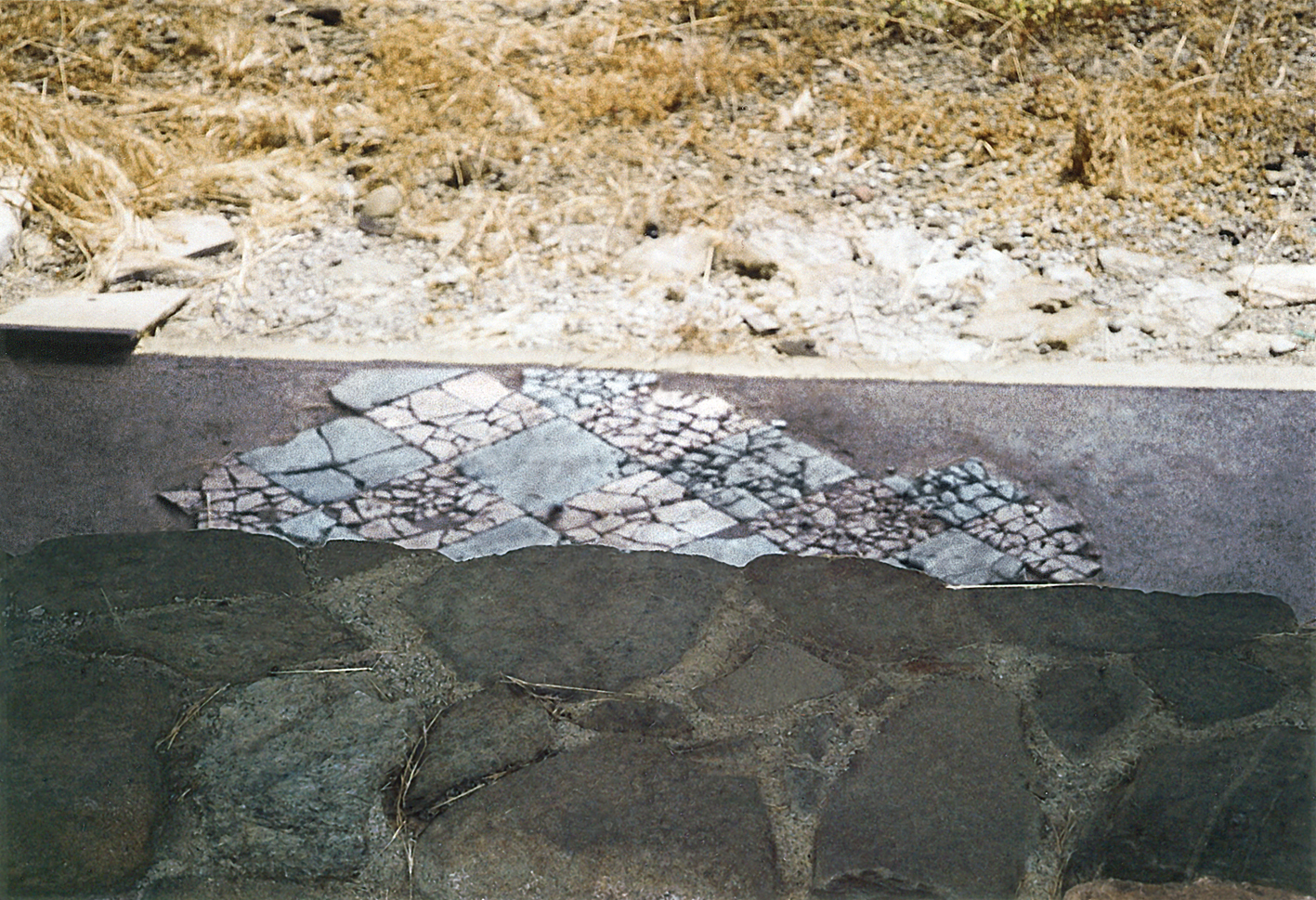
Bodenbelag, der sich an den beiden, dem Tempel zugewandten Enden des Portikushofes fand.
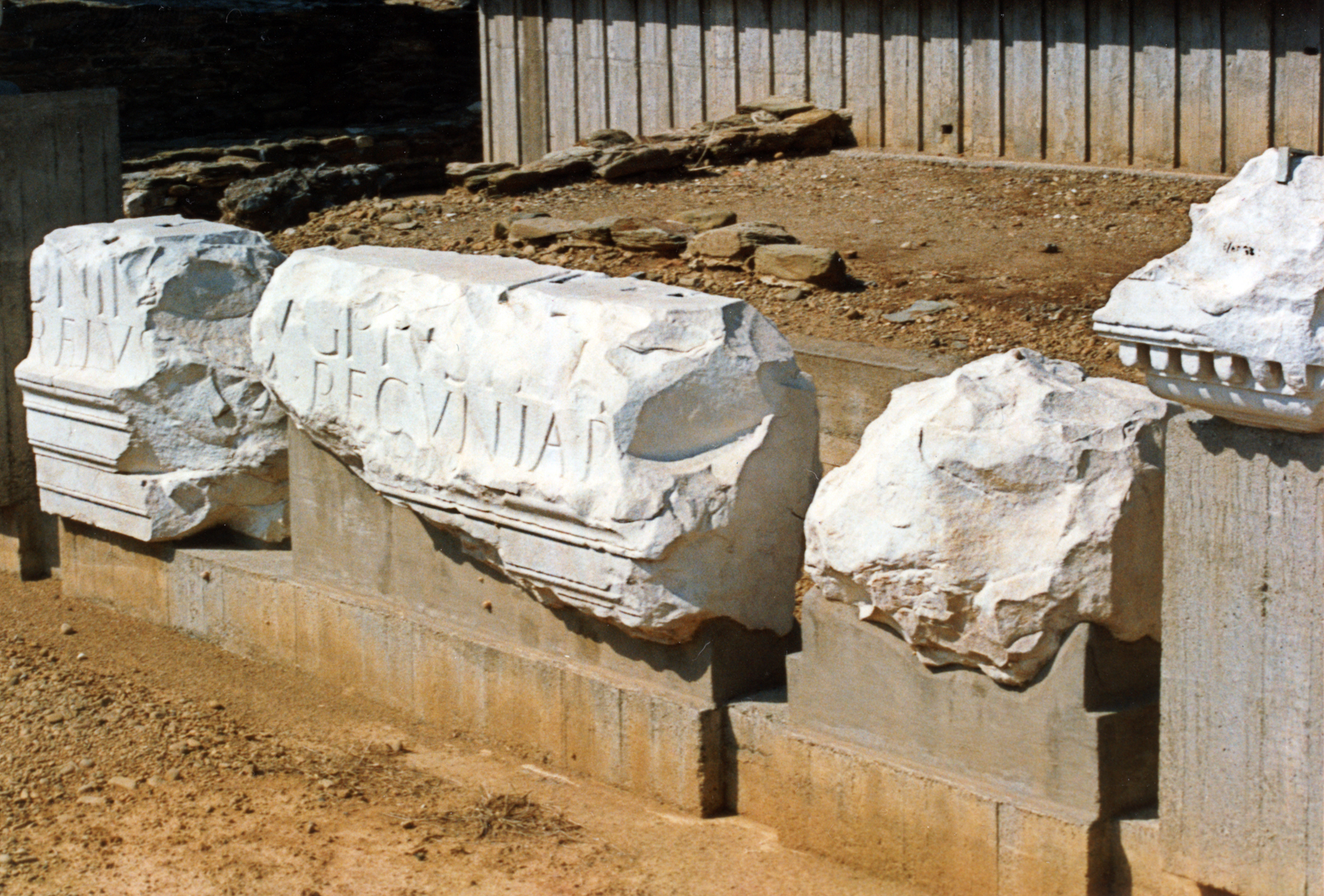
Die einst über dem Portikus des Tempels angebrachte Weiheinschrift.

### Amphitheater

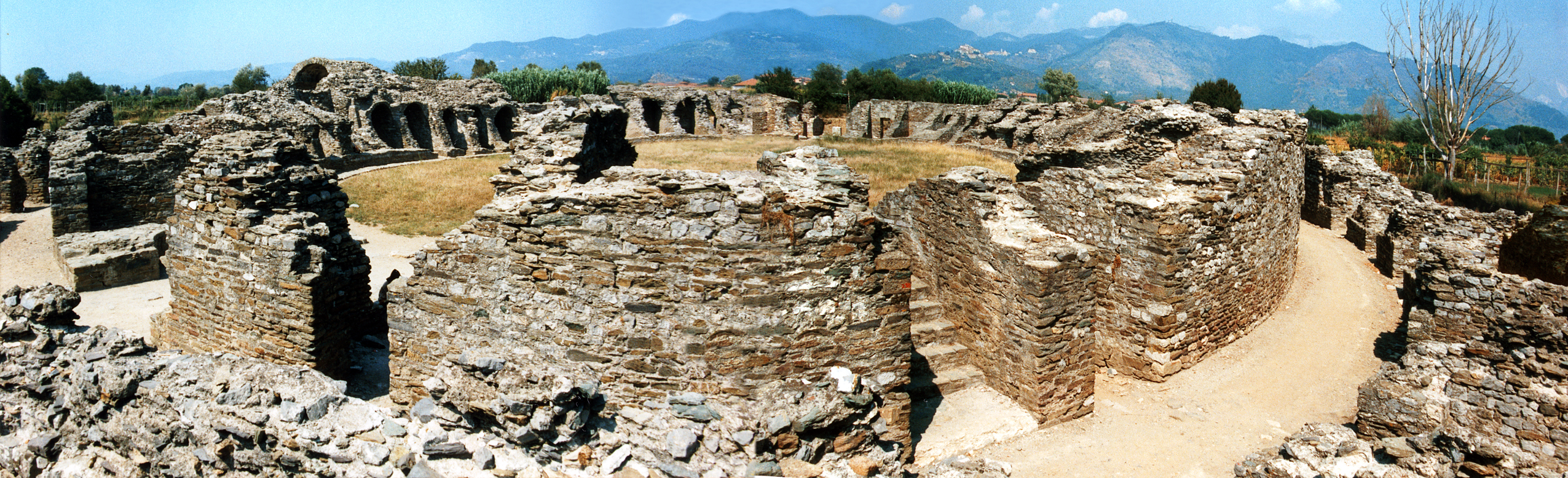
Rundumblick im Amphitheater

Das für Gladiatorenkämpfe, Tierhetzen und Hinrichtungen genutzte Amphitheater wurde erst in antoninischer Zeit rund 250 Meter vor dem östlichen Stadttor an der Via Aurelia Nova errichtet, da innerhalb der Stadtmauern im 2. Jahrhundert n. Chr. bereits kein Platz mehr für einen Großbau vorhanden war. In jener Zeit begann der Niedergang der noch aus klassisch-griechischer Zeit stammenden Theaterkultur, wie sich auch in Luna darstellte. Das dort errichtete Theater befand sich innerhalb der Mauern an der östlichen Stadtecke. Der ovale Bau des Amphitheaters von Luna besitzt in seiner Längsachse eine Weite von 88,5 Metern und in der Breite 70, 2 Meter. Insgesamt hatten in dem mit zwei Terrassierungen gegliederten Sitzbereichen rund 7000 Zuschauer Platz. Über den Besucherterrassen umstand ein Portikus den Bau. Die Gladiatoren konnten den ovalen Kampfraum durch zwei doppeltorige, gegenüberliegende Zugänge betreten, die sich südwestlich und nordöstlich befanden. Unterirdische Anlagen scheint es nicht gegeben zu haben. Für die Besucher waren eigene Zugänge rund um den Bau vorgesehen.
Nach dem Ende des weströmischen Reiches im 5. Jahrhundert fand die Anlage als Steinbruch neue Verwendung.

Amphitheater, Details
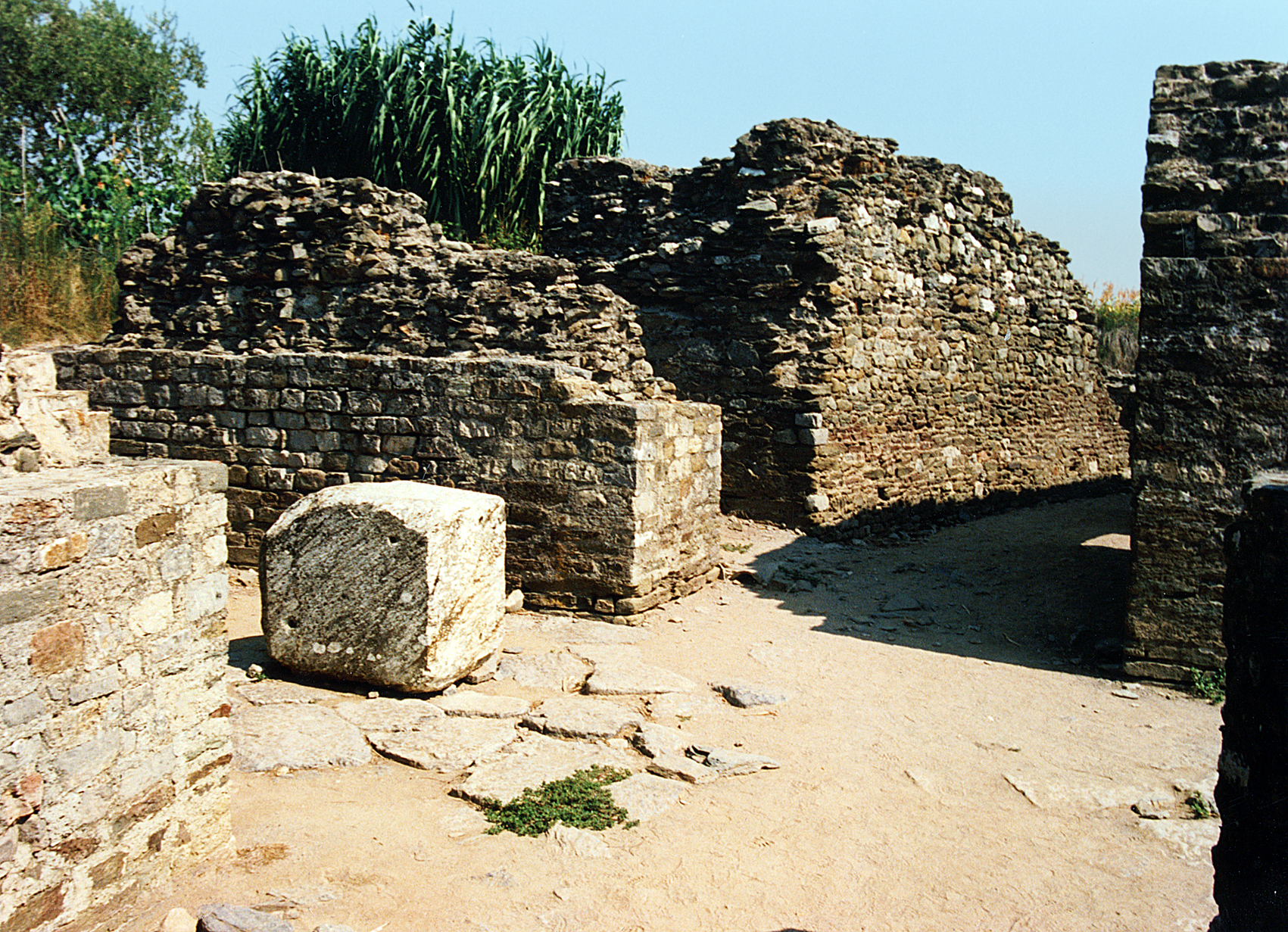
Der zweispurige Zugang für die Gladiatoren und Tiere.
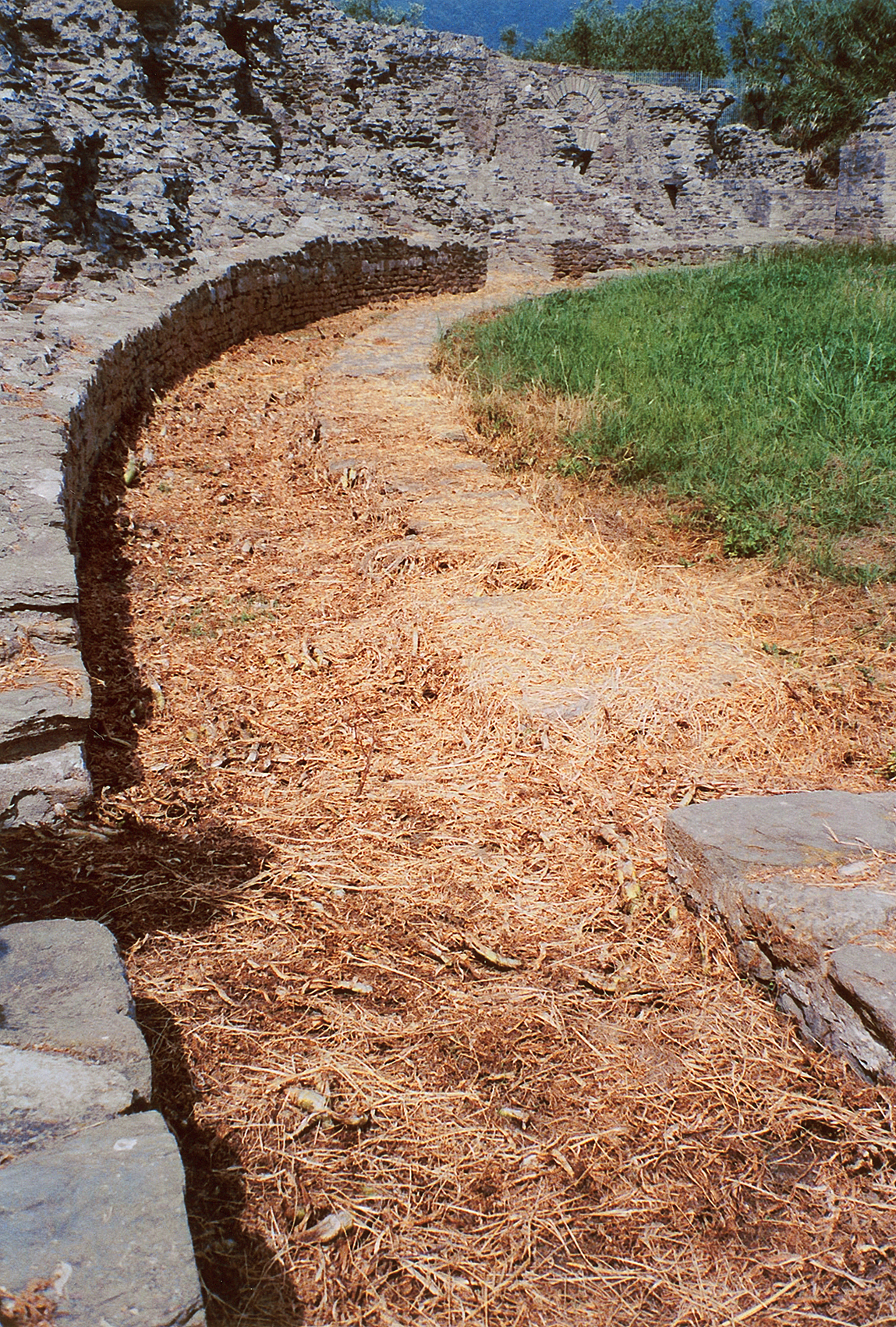
Wassergraben, der den Zuschauerraum von der Arena trennte.
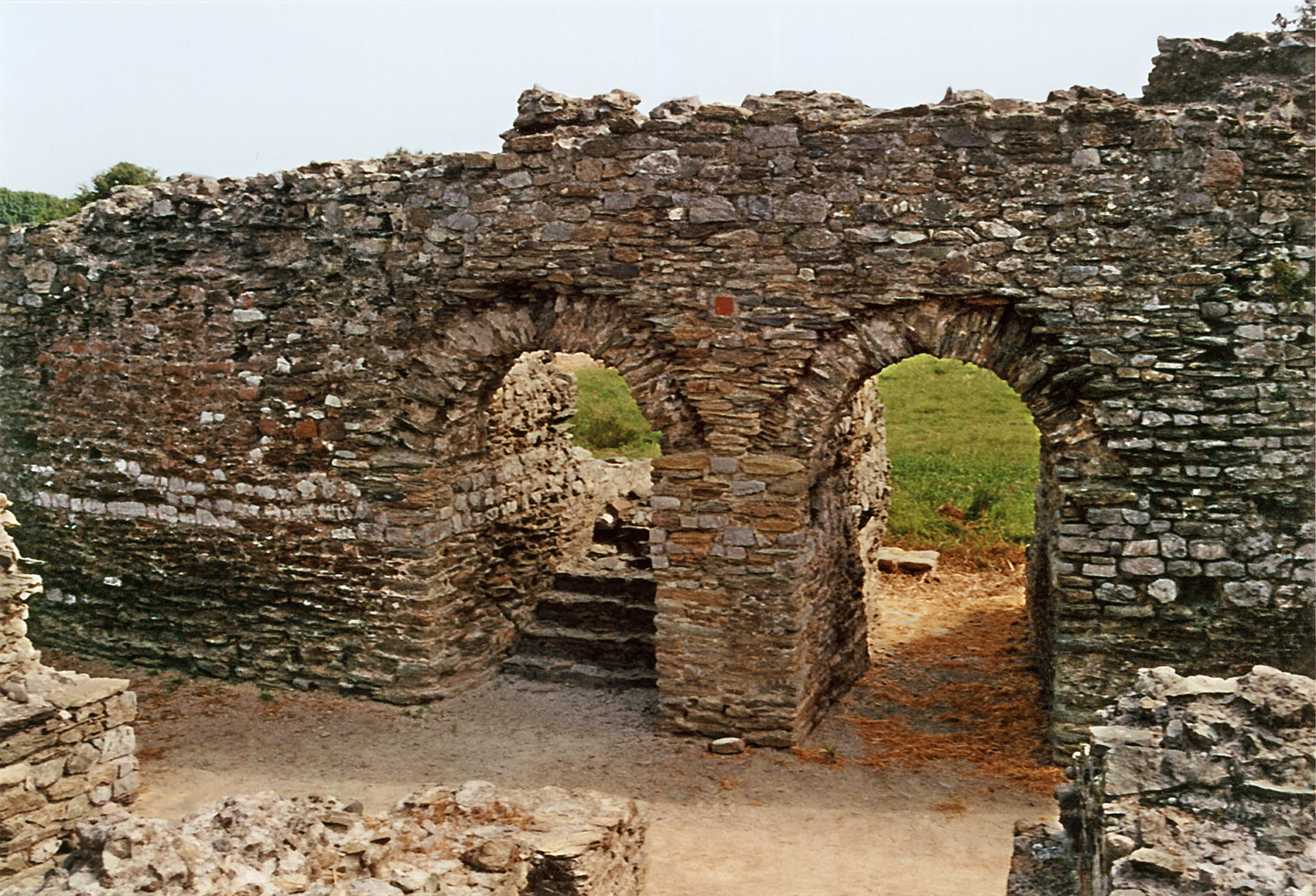
Treppenaufgänge zu den unteren Rängen.
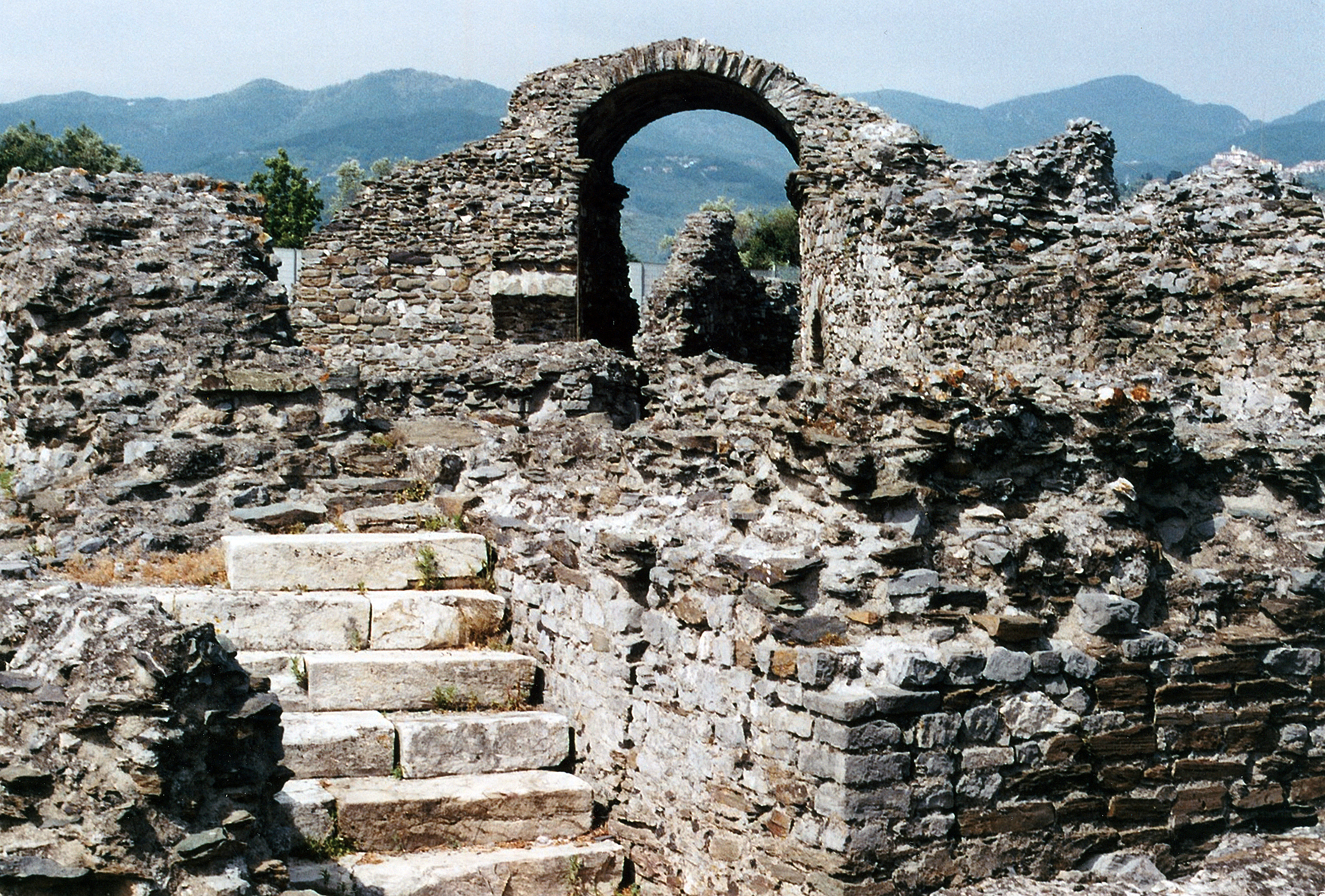
Die einzige noch sichtbare Überwölbung.
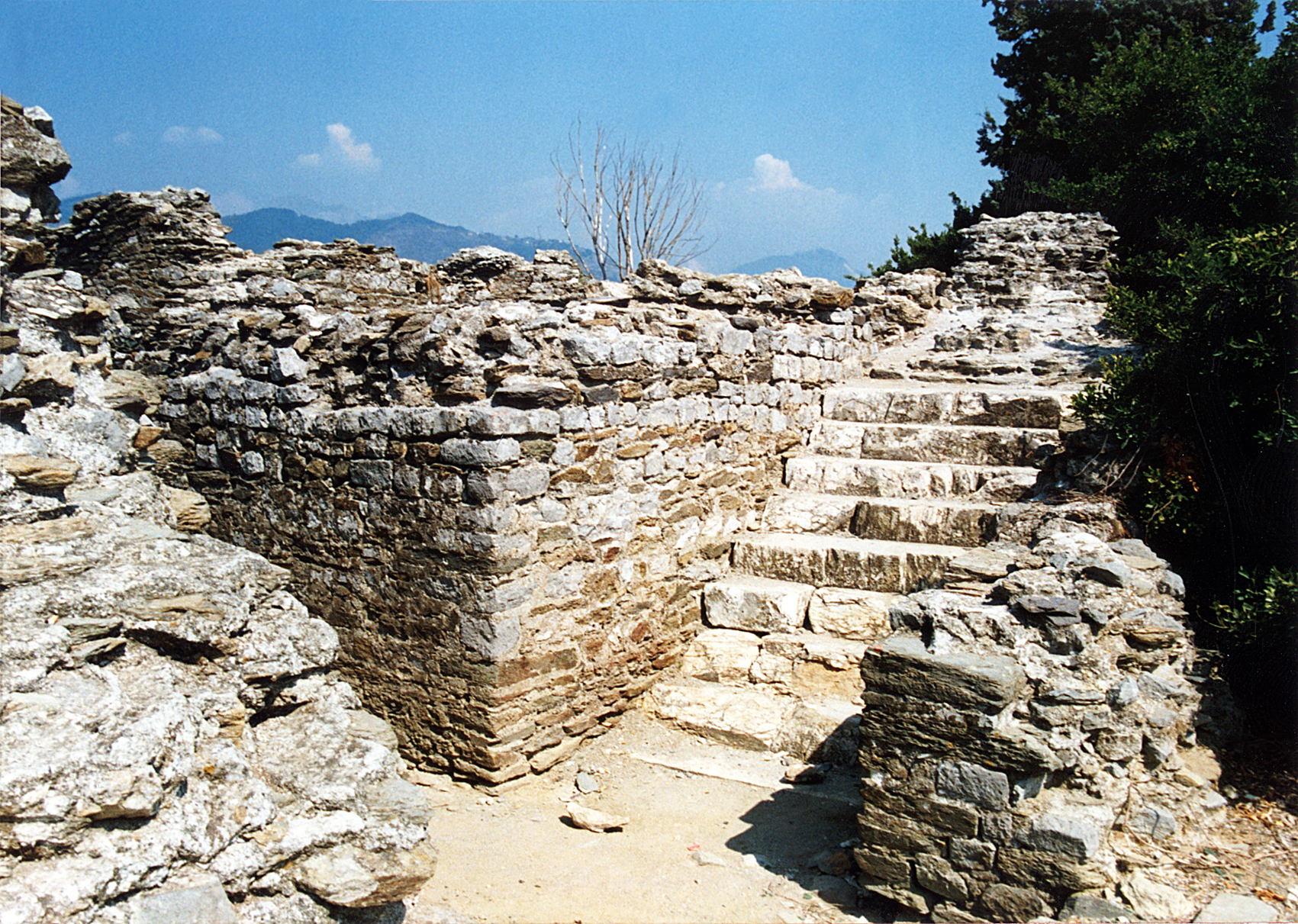
Treppenaufgang zu den oberen Zuschauerrängen.

### Gräberfeld
In der römischen Antike befanden sich an den Ausfallstraßen der Ortschaften und Städte vor den Mauern die Gräberfelder. Auch in Luna konnten diese entdeckt werden. Neben einfachen Grablegen fanden sich auch wohlhabende Bestattungsplätze, wie Tumuli (Grabhügel). Einer dieser Hügel besaß noch eine Cippusröhre, die von der Bekrönung (Cippus) des Grabmals in den Hügel führte. Diese mehrfach nachgewiesenen „Spenderöhren“ wurden während der symbolische Totenmähler zu Ehren des Verstorbenen benötigt.